# Demeklociklin
Demeklociklin (Deklomicin, Deklostatin i Ledermicin) je tetraciklinski antibiotik. On je izolovan iz aktinobakterijske vrste Streptomyces aureofaciens.

## Upotreba

### Infekcije
Demeklociklin je odobren za lečenje raznih tipova bakterijskih infekcija.
On se koristi u lečenju Lajmske bolesti, akni i bronhitisa. Otpornot na ovaj antibiotik postepeno postaje sve zastupljenija.

### Sindrom neodgovarajućeg izlučivanja antidiuretskog hormona
On je u upotrebi (mada nije odobren za tu namenu u mnogim zemljama) u lečenju hiponatremije (niske koncentracije krvnog natrijuma) uzrokovane sindromom neodgovarajućeg izlučivanja antidiuretskog hormona (SIADH) kad sama restrikcija fluida nije efektivna.

## Mehanizam dejstva
Poput drugih tetraciklinskih antibiotika demeklociklin deluje putem vezivanja za 30S- i 50S-RNK, čime se ometa sinteza proteina bakterija. On je bakteriostatik (on ometa bakterijski rast, ali direktno ne ubija bakterije).
Nije potpuno razjašnjeno zašto demeklociklin ometa dejstvo antidiuretskog hormona. Smatra se da blokira vezivanje hormona za njegov receptor.

## Spoljašnje veze
|  | Molimo Vas, obratite pažnju na važno upozorenje u vezi sa temama iz oblasti medicine (zdravlja). |